# Mozzarella
Mozzarella is een verzamelnaam voor twee soorten verse kaas. De oorspronkelijk Italiaanse mozzarella is de mozzarella di bufala vervaardigd uit de melk van de waterbuffel. Later is men ook mozzarella uit koemelk gaan vervaardigen. Beide zijn wel volgens dezelfde principes vervaardigd, maar hebben een geheel eigen smaak en structuur. De mozzarella di bufala is porseleinwit (net als de buffelmelk) terwijl de koemelkmozzarella een licht gelige kleur van het in koemelk aanwezige caroteen heeft. De mozzarella di bufala wordt als een delicatesse beschouwd en is duurder dan de koemelkmozzarella.
Mozzarella geniet binnen de Europese Unie bescherming als Gegarandeerde traditionele specialiteit.

## Productie
De wijze van vervaardigen bepaalt de kwaliteit (smaak, structuur, textuur, huid, luchtigheid, stevigheid, vochtigheid en densiteit) van deze getrokken (filare:spinnen) kaas. Zowel bij de buffelmozzarella als bij de koemelkmozzarella komen zeer grote verschillen voor. De oorspronkelijke buffelmozzarella heeft een gladde vliesdunne huid. De inhoud heeft een gelaagde luchtige structuur (vers) die naarmate de rijping doorzet steeds fijner wordt tot een vrijwel egale luchtige structuur ontstaat, niet te verwarren met een egale 'geperste' structuur.
De productiewijze bestaat uit een aantal stappen. Sommige mozzarellafabrikanten gebruiken gepasteuriseerde melk, weer anderen laten de melk thermiseren, hetgeen niet alle bacteriën doodt waardoor de mozzarella de gelegenheid krijgt meer smaak en karakter te ontwikkelen.
1. Kaas maken van de melk met behulp van stremsel in een verhouding van 1:10.000. In toenemende mate gebeurt dit niet meer met dierlijk stremsel, maar met stremsel van plantaardige oorsprong (artisjokken bijvoorbeeld) of gewonnen uit de wei (kan wel dierlijk stremsel bevatten). Het stremsel doet zijn werk na ongeveer 15 minuten. Het totale proces duurt doorgaans 40-45 minuten.
2. De gestremde melk (wrongel) wordt van de wei gescheiden en rust om de zuurgraad te doen dalen.
3. De wrongel wordt gekneed (net als deeg) onder toevoeging van water met een temperatuur van 95 °C.
4. De gesmolten kaas wordt tot lange worsten uitgetrokken waarna de mozzarellaworst in kleinere stukken verdeeld wordt.
5. De stukken worden, machinaal of met de hand, tot bollen gevormd (bulba ca. 125-250 gram, bocconcini, bolletjes van ca. 10 gram, piccolini bolletjes van circa 5 gram en in een rol circa 500-1000 gram; ook de vorm van een broodje of vlecht komt voor).
6. Na het vormen wordt de mozzarella in diverse stadia gekoeld en zeer licht gezouten (3 gram zeezout per liter).

Zeker bij kleinschalige productie heeft iedere maker een specifieke herkenbare smaak voor de echte kenners. Waar het mozzarella di bufala betreft kan het zijn dat er wel buffelmelk in de kaas verwerkt is, maar dat het percentage daarvan onduidelijk is. De mozzarella di bufala Campania (POD/DOP-vignet staat op verpakking) dient 100% buffelmelk te bevatten. Enkele fabrikanten van buiten Campania vermelden ook uitdrukkelijk dat de mozzarella di bufala uit 100% buffelmelk gemaakt is.
De koemelkmozzarella wordt over vrijwel de gehele wereld gemaakt. De buffelmozzarella wordt binnen Europa met name in Italië gemaakt (hoofdzakelijk in Campania, Lazio en Puglia), maar ook kleinschaliger in Nederland, Engeland, Zwitserland en Frankrijk. De meeste mozzarella heeft een houdbaarheid van twee tot drie weken na productie, maar sommige (buffel)mozzarella wordt gemaakt om vers binnen 24 uur na productie gegeten te worden.
Verse (buffel)mozzarella wordt heel soms in het natuurlijke vocht, de wei genaamd, verpakt en verkocht, maar in de regel in een licht gezouten pekelwater. Sommige fabrikanten leveren mozzarella in olie, al dan niet met kruiden.

## Mozzarella in de keuken
Traditioneel wordt de buffelmozzarella meestal gegeten met tomaat, basilicum en fijne olijfolie (insalata caprese), maar er is een grote hoeveelheid recepten waar buffelmozzarella verwerkt wordt in amuses, salades, voorgerechten, hoofdgerechten en zelfs desserts. Buffelmozzarella of koemelkmozzarella worden ook gebruikt bij pizza's, de samenstelling van mozzarella die speciaal voor pizza's gemaakt wordt, wijkt qua structuur af.
Naast de verse mozzarella bestaat ook een gerookte variant, en er zijn varianten die met een lager vochtpercentage worden verpakt met name voor pizza.

## De naam mozzarella
De meest voor de hand liggende verklaring van het woord "mozzarella" is de herleiding naar het werkwoord "mozzare", dat afsnijden betekent en op het snijden van de ‘melkworst’ in kleine delen duidt. Andere theorieën beschrijven de oorsprong als een kleinere versie van de "scamozza" of Scamorza kaas, dat op zijn beurt waarschijnlijk een afgeleide is van "scamozzata" ("zonder hemd"). Dit zou een verwijzing zijn naar het feit dat deze kaassoorten geen harde korst hebben, die oudere, gedroogde kaassoorten wel bezitten.
Ook wordt wel gedacht dat de kaas in een 12e-eeuws klooster werd gemaakt. De monniken gaven dan zelfgemaakte "mozza" of "provatura" op brood aan bezoekers. Deze giften waren waarschijnlijk eveneens van buffelmelk gemaakte "ricotta". Ricotta wordt gewonnen uit de wei waarin mozzarella gemaakt werd en is als zodanig een bijproduct (ricotta is daarmee dus geen kaas!). Het woord "mozzarella" komt voor het eerst voor in kookboeken uit de 16e eeuw (Opera di Bartolomeo Scappi 1580).

## Gezondheid
Er zijn bronnen die aangeven dat waterbuffelmelk geschikt zou zijn voor personen die koemelkallergie hebben. Dit kan echter niet zonder meer gesteld worden. Er spelen tal van factoren. Deskundig advies wordt geadviseerd. De energiewaarde van buffelmozzarella ligt aanzienlijk hoger dan die van koemelkmozzarella. Het calciumgehalte van koemelkmozzarella ligt hoger. Het cholesterolpercentage bij buffelmelkmozzarella ligt lager. Koemelkmozzarella bevat caroteen, een voorloper van vitamine A. Buffelmelkmozzarella bevat vitamine A. Qua suikergehalte is er nauwelijks verschil. Het vetpercentage van buffelmelk is hoger dan dat van koemelk. De verhouding tussen verzadigde en onverzadigde vetzuren is bij buffelmelk anders dan bij koemelk. Zowel koemelk als buffelmelk bevatten een reeks van vitamines en mineralen, ook deze kunnen verschillen. De exacte percentages wijken af per mozzarellafabriek, afhankelijk van de aangeleverde grondstof melk en de vervaardigingswijze.

## Burrata
Soms wordt de mozzarella gevuld met room en andere ingrediënten en heet dan Burrata. Met name in Puglia wordt de echte Burrata nog vaak handmatig gemaakt. Om een certificering te verkrijgen mag de melk dan niet worden gepasteuriseerd en er geen conserveringsmiddel aan worden toegevoegd. (https://kro-ncrv.nl/programmas/keuringsdienst-van-waarde/wat-is-precies-het-verschil-tussen-burrata-en-mozzarella).